# Королевская библиотека Дании
Королевская библиотека (дат. Det Kongelige Bibliotek) — национальная библиотека Дании (Копенгаген). Одна из крупнейших библиотек в Скандинавии и в мире.
Содержит множество исторических документов. Все произведения, печатавшиеся в Дании с XVII века, хранятся в фондах библиотеки.

## История
Библиотека основана в 1648 году королём Фредериком III на базе обширной коллекции европейских произведений. Публичный доступ открыт в 1793 году. В 1989 году фонды библиотеки объединены с фондами библиотеки Копенгагенского университета, а в 2005-м с фондами Датской национальной библиотекой естествознания и медицины (дат. Danmarks Natur- og Lægevidenskabelige Bibliotek). С 1 января 2006 года официально называется Королевская библиотека, Национальная библиотека и библиотека Копенгагенского университета (дат. Det Kongelige Bibliotek, Nationalbibliotek og Københavns Universitetsbibliotek).
Сегодня библиотеке принадлежат четыре здания: три здания Копенгагенского университета и главное здание на острове Слотсхольмен. Старое здание на острове Слотсхольмен построено в 1906 году. Оно является копией капеллы в резиденции Карла Великого в городе Ахен. В 1999 году построено новое здание, смежное со старым, названное «Чёрный алмаз» (дат. Den Sorte Diamant). Название получило от своего внешнего облика (построено из чёрного гранита и стекла). В здании также располагается концертный зал.

## Кража книг
Между 1968 и 1978 годами в библиотеке было совершено одно из самых крупных хищений. Неизвестные украли приблизительно 3200 исторических книг стоимостью около 50 млн. долларов США, в том числе рукописи Мартина Лютера, первые издания Иммануила Канта, Томаса Мора и Джона Милтона. Пропажа была обнаружена только в 1975 году. В 1998—2002 года на различных аукционах были проданы украденные экземпляры на сумму ок. $2 млн. В сентябре 2003 года удалось выследить похитителя по лоту, выставленному на аукционе Кристи в Лондоне. Им оказался служащий библиотеки Фреде Мёллер-Кристенсен (Frede Møller-Kristensen, умер в феврале 2003 года). Торговлю ворованными книгами после его смерти продолжали члены семьи. При обыске в их доме были обнаружены 1500 похищенных экземпляров. В 2004—2005 годах они были приговорены к тюремному заключению на сроки от 18 месяцев до 3 лет.